# 拉尔夫·莱利
拉尔夫·莱利爵士（英語：Sir Ralph Riley，1924年10月23日—1999年8月27日）是一位英国植物遗传学家，1967年当选皇家学会会士。
莱利和欧内斯特·罗伯特·希尔斯是最早通过染色体工程来进行植物育种的科学家，两人共同获得1986年的沃尔夫农业奖。